# John Hamilton (Politiker, 1754)
John Hamilton (* 25. November 1754 im York County, Province of Pennsylvania; † 22. August 1837 bei Ginger Hill, Pennsylvania) war ein US-amerikanischer Politiker. Zwischen 1805 und 1807 vertrat er den Bundesstaat Pennsylvania im US-Repräsentantenhaus.

## Werdegang
Der im heutigen Adams County geborene John Hamilton wuchs während der britischen Kolonialzeit auf. Über seine Schulausbildung ist nichts überliefert. 1783 zog er in das Washington County. In den folgenden Jahren machte er in der Staatsmiliz Karriere, in der er bis 1807 zum Generalmajor aufstieg. Zwischen 1793 und 1796 war er als High Sheriff Polizeichef im Washington County. Politisch wurde er Mitglied der Ende der 1790er Jahre von Thomas Jefferson gegründeten Demokratisch-Republikanischen Partei. Von 1796 bis 1805 saß er im Senat von Pennsylvania. Zwischen 1802 und 1805 war er im Washington County auch beisitzender Richter.
Bei den Kongresswahlen des Jahres 1804 wurde Hamilton im zehnten Wahlbezirk von Pennsylvania in das US-Repräsentantenhaus in Washington, D.C. gewählt, wo er am 4. März 1805 die Nachfolge von John Hoge antrat. Bis zum 3. März 1807 konnte er eine Legislaturperiode im Kongress absolvieren. Von 1820 bis zu seinem Tod war John Hamilton wieder beisitzender Richter im Washington County. Er starb am 22. August 1837 in Ginger Hill.